# Álex Rins
Álex Rins Navarro (* 8. prosince 1995 ) je španělský motocyklový závodník aktuálně závodící ve třídě MotoGP v rámci mistrovství světa silničních motocyklů za tovární tým Yamahy. V roce 2011 se stal šampionem CEV Buckler 125 Junior GP.

## Kariéra

### Mistrovství světa silničních motocyklů – Moto3
Rins se narodil v Barceloně a svou kariéru v mistrovství světa silničních motocyklů Moto3 začal v týmu Estrella Galicia 0,0. Při svém druhém setkání získal Rins pole position pro Velkou cenu Španělska a ve Francii se poprvé umístil na stupních vítězů, a to na třetím místě. Žádné další stupně vítězů nezískal, ale po zbytek sezóny byl velmi konzistentní a pravidelně se umisťoval v první desítce. V konečném pořadí skončil pátý a stal se nováčkem roku.
V roce 2013 pokračoval v závodění za tým Estrella Galicia 0,0 po boku Álexe Márqueze, což se mělo stát jeho průlomovým rokem. Sezonu ovládli Maverick Viñales, Luis Salom a Rins, přičemž Rins získal 6 vítězství, 14 umístění na stupních vítězů a 8 pole position a po celou sezonu bojoval o titul, přičemž skončil druhý za Viñalesem s náskokem 12 bodů.
V roce 2014 pokračoval v závodění za tým Estrella Galicia 0,0. V sezóně 2014 došlo k poklesu Rinsovy výkonnosti – 2 vítězství, 8 pódií a 4 pole position, což bylo méně než v předchozích letech. Nakonec Rins dokončil sezónu na třetím místě v šampionátu jezdců.

### Mistrovství světa silničních motocyklů – Moto2

#### Paginas Amarillas HP 40 (2015–2016)
V roce 2015 se Rins přesunul do Moto2, kde závodil za tým Paginas Amarillas HP 40 na motocyklu Kalex. Pro sponzorské účely týmu používal závodní číslo 40. V sezoně, které dominoval Johann Zarco, dosáhl Rins 2 vítězství a 10 umístění na stupních vítězů, nakonec skončil v konečném pořadí druhý a získal titul nováčka roku.
Rins zůstal v týmu Paginas Amarillas HP 40 i v roce 2016. Sezona začala pro Rinse dobře, dosáhl vítězství v Austinu a Le Mans a 7 umístění na stupních vítězů. Nicméně propad v závěru sezony spolu s nárůstem výkonnosti Thomase Lüthiho vyústil v to, že Rins ukončil sezónu na třetím místě.

### Mistrovství světa silničních motocyklů – MotoGP

#### Team Suzuki Ecstar (2017–2022)
V sezóně 2017 Rins přestoupil do třídy MotoGP do týmu Suzuki Ecstar po boku svého nového týmového kolegy Andrey Iannoneho a změnil své číslo ze 40 na 42. První polovinu sezóny mu zkomplikovala dubnová zlomenina zápěstí během tréninku v Texasu, na motorku se vrátil až o dva měsíce později v Assenu. Štěstí se však přiklonilo na jeho stranu, když na mokré trati v Japonsku obsadil páté místo, které ještě vylepšil čtvrtým místem v závěrečném závodě sezóny ve Valencii.
Vylepšený stroj Suzuki umožnil Rinsovi být v roce 2018 konzistentním účastníkem na stupních vítězů. Navzdory neuspokojivému začátku sezony s 5 odstoupeními v 9 závodech nasbíral Rins 5 umístění na stupních vítězů (včetně druhého místa v obou závěrečných závodech) a celkem 169 bodů, čímž sezonu zakončil na 5. místě šampionátu jezdců a 36 bodů před svým týmovým kolegou Iannonem.
Dne 17. května 2018, před Velkou cenou Francie, bylo oznámeno, že Rins podepsal dvouleté prodloužení smlouvy se Suzuki, které mu zaručilo pozici továrního jezdce u výrobce z Hamamatsu až do roku 2020.
V sezóně 2019 byl Rinsův týmový kolega šampion Moto3 z roku 2017 Joan Mir. Po umístění těsně za stupni vítězů v katarském i argentinském závodě vyhrál Rins Velkou cenu Ameriky 2019 v souboji s Valentinem Rossim po odstoupení Marca Márqueze. Je to jeho první vítězství ve třídě MotoGP a první vítězství Suzuki od vítězství Mavericka Viñalese ve Velké ceně Velké Británie 2016 a také jejich druhé premiérové vítězství ve třídě od návratu do MotoGP. Rins zakončil sezónu se ziskem 205 bodů, což mu vyneslo 4. místo v šampionátu, jeho dosud nejlepší umístění v sezóně MotoGP.
V sezóně 2020, která byla značně ovlivněna pandemií Covid-19 dosáhl Rins svůj nejlepší výsledek v celkovém pořadí, když skončil 3. se 139 body. Připsal si další vítězství na Velké ceně Aragonie.
Následující ročník 2021 byl pro Rinse o poznání slabším oproti předchozím. Ačkoliv byl pravidelným sběratelem bodů, tak si připsal pouze jedny stupně vítězů při Velké ceně Velké Británie, když dojel na druhém místě. Sezónu dokončil na 13. místě se 99 body na kontě.
V roce 2022, při posledním ročníku na Suzuki Rins získal na úvod sezóny dvě stupně vítězů (2. v Americe a 3. v Argentině) a na závěr sezóny dvě vítězství (Austrálie, Valencie). Ročník dokončil na 7. místě v poháru jezdců se 173 body na kontě.

#### LCR Honda Castrol (2023)
19. července 2022 podepsal Rins dvouletou smlouvu se společností LCR Honda, která začala platit od roku 2023.
Rins vyhrál Velkou cenu Ameriky a stal se prvním jezdcem, který pro Hondu vyhrál, kromě Marca Marqueze, od vítězství Cala Crutchlowa ve Velké ceně Argentiny 2018. Poté ovšem dvakrát nedokončil (Španělsko a Francie) a na následky zranění vynechal velkou část sezóny. Dokončil už jen jeden závod v Indonésii na 9. místě. Sezónu skončil 19. s 54 body.

#### Monster Energy Yamaha MotoGP (od roku 2024)
3. srpna 2023 Rins oznámil, že pro sezónu 2024 opustí Hondu a tým LCR a připojí se k Monster Energy Yamaha MotoGP, kde nahradí místo uvolněné Francem Morbidellim.

## Statistiky

### CEV Buckler 125GP

#### Závody podle sezóny
| Rok  | 1      | 2      | 3      | 4      | 5       | 6     | 7       | Poz. | Body |
| ---- | ------ | ------ | ------ | ------ | ------- | ----- | ------- | ---- | ---- |
| 2010 | CAT 1  | ALB1 6 | JER1 2 | ARA 3  | ALB2 2  | VAL 3 | JER2 4  | 3.   | 120  |
| 2011 | JER1 1 | ARA 2  | CAT 1  | ALB1 3 | ALB2 16 | VAL 3 | JER2 16 | 1.   | 102  |

### Mistrovství světa silničních motocyklů

#### Podle sezóny
| Sezóna | Třída  | Motocykl    | Tým                               | Závodů | Vítězství | Pódií | PP | Nej. kolo | Body | Celkové umístění |
| ------ | ------ | ----------- | --------------------------------- | ------ | --------- | ----- | -- | --------- | ---- | ---------------- |
| 2012   | Moto3  | Suter Honda | Estrella Galicia 0,0              | 17     | 0         | 1     | 1  | 1         | 141  | 5.               |
| 2013   | Moto3  | KTM         | Estrella Galicia 0,0              | 17     | 6         | 14    | 8  | 1         | 311  | 2.               |
| 2014   | Moto3  | Honda       | Estrella Galicia 0,0              | 18     | 2         | 8     | 4  | 3         | 237  | 3.               |
| 2015   | Moto2  | Kalex       | Paginas Amarillas HP 40           | 18     | 2         | 10    | 3  | 4         | 234  | 2.               |
| 2016   | Moto2  | Kalex       | Paginas Amarillas HP 40           | 18     | 2         | 7     | 1  | 3         | 214  | 3.               |
| 2017   | MotoGP | Suzuki      | Team Suzuki Ecstar                | 13     | 0         | 0     | 0  | 0         | 59   | 16.              |
| 2018   | MotoGP | Suzuki      | Team Suzuki Ecstar                | 18     | 0         | 5     | 0  | 1         | 169  | 5.               |
| 2019   | MotoGP | Suzuki      | Team Suzuki Ecstar                | 19     | 2         | 3     | 0  | 1         | 205  | 4.               |
| 2020   | MotoGP | Suzuki      | Team Suzuki Ecstar                | 13     | 1         | 4     | 0  | 2         | 139  | 3.               |
| 2021   | MotoGP | Suzuki      | Team Suzuki Ecstar                | 17     | 0         | 1     | 0  | 1         | 99   | 13.              |
| 2022   | MotoGP | Suzuki      | Team Suzuki Ecstar                | 19     | 2         | 4     | 0  | 1         | 173  | 7.               |
| 2023   | MotoGP | Honda       | LCR Honda Castrol                 | 7      | 1         | 1     | 0  | 1         | 54   | 19.              |
| 2024   | MotoGP | Yamaha      | Monster Energy Yamaha MotoGP Team | 2      | 0         | 0     | 0  | 0         | 3    | 18.              |
| Celkem | Celkem | Celkem      | Celkem                            | 196    | 18        | 58    | 17 | 19        | 2038 |                  |

#### Závody podle sezóny
| Rok  | Třída  | Motocykl    | 1       | 2       | 3       | 4       | 5       | 6       | 7       | 8       | 9       | 10      | 11     | 12    | 13      | 14      | 15     | 16      | 17      | 18      | 19    | 20      | 21  | Poz. | Body |
| ---- | ------ | ----------- | ------- | ------- | ------- | ------- | ------- | ------- | ------- | ------- | ------- | ------- | ------ | ----- | ------- | ------- | ------ | ------- | ------- | ------- | ----- | ------- | --- | ---- | ---- |
| 2012 | Moto3  | Suter Honda | QAT 10  | SPA 4   | POR 7   | FRA 3   | CAT Ret | GBR Ret | NED 6   | GER 20  | ITA 7   | INP 7   | CZE 5  | RSM 4 | ARA 6   | JPN 4   | MAL 7  | AUS 4   | VAL 16  |         |       |         |     | 5.   | 141  |
| 2013 | Moto3  | KTM         | QAT 3   | AME 1   | SPA Ret | FRA 2   | ITA 2   | CAT 2   | NED 3   | GER 1   | INP 1   | CZE 4   | GBR 2  | RSM 1 | ARA 1   | MAL 2   | AUS 1  | JPN 24  | VAL 3   |         |       |         |     | 2.   | 311  |
| 2014 | Moto3  | Honda       | QAT 5   | AME 4   | ARG 5   | SPA 3   | FRA 2   | ITA 3   | CAT Ret | NED 2   | GER Ret | INP 5   | CZE 9  | GBR 1 | RSM 1   | ARA 4   | JPN 10 | AUS 3   | MAL 3   | VAL 5   |       |         |     | 3.   | 237  |
| 2015 | Moto2  | Kalex       | QAT 4   | AME 3   | ARG 2   | SPA 18  | FRA 17  | ITA 11  | CAT 2   | NED 4   | GER 3   | INP 1   | CZE 3  | GBR 2 | RSM DSQ | ARA 2   | JPN 11 | AUS 1   | MAL Ret | VAL 2   |       |         |     | 2.   | 234  |
| 2016 | Moto2  | Kalex       | QAT 8   | ARG 4   | AME 1   | SPA 3   | FRA 1   | ITA 7   | CAT 2   | NED 6   | GER Ret | AUT 3   | CZE 2  | GBR 7 | RSM 2   | ARA 6   | JPN 20 | AUS Ret | MAL 14  | VAL 5   |       |         |     | 3.   | 214  |
| 2017 | MotoGP | Suzuki      | QAT 9   | ARG Ret | AME DNS | SPA     | FRA     | ITA     | CAT     | NED 17  | GER 21  | CZE 11  | AUT 16 | GBR 9 | RSM 8   | ARA 17  | JPN 5  | AUS 8   | MAL DSQ | VAL 4   |       |         |     | 16.  | 59   |
| 2018 | MotoGP | Suzuki      | QAT Ret | ARG 3   | AME Ret | SPA Ret | FRA 10  | ITA 5   | CAT Ret | NED 2   | GER Ret | CZE 11  | AUT 8  | GBR C | RSM 4   | ARA 4   | THA 6  | JPN 3   | AUS 5   | MAL 2   | VAL 2 |         |     | 5.   | 169  |
| 2019 | MotoGP | Suzuki      | QAT 4   | ARG 5   | AME 1   | SPA 2   | FRA 10  | ITA 4   | CAT 4   | NED Ret | GER Ret | CZE 4   | AUT 6  | GBR 1 | RSM Ret | ARA 9   | THA 5  | JPN 7   | AUS 9   | MAL 5   | VAL 5 |         |     | 4.   | 205  |
| 2020 | MotoGP | Suzuki      | SPA DNS | ANC 10  | CZE 4   | AUT Ret | STY 6   | RSM 5   | EMI 12  | CAT 3   | FRA NC  | ARA 1   | TER 2  | EUR 2 | VAL 4   | POR 15  |        |         |         |         |       |         |     | 3.   | 139  |
| 2021 | MotoGP | Suzuki      | QAT 6   | DOH 4   | POR Ret | SPA 20  | FRA Ret | ITA Ret | CAT     | GER 11  | NED 11  | STY 7   | AUT 14 | GBR 2 | ARA 12  | RSM Ret | AME 4  | EMI 6   | ALR 8   | VAL Ret |       |         |     | 13.  | 99   |
| 2022 | MotoGP | Suzuki      | QAT 7   | INA 5   | ARG 3   | AME 2   | POR 4   | SPA 19  | FRA Ret | ITA Ret | CAT Ret | GER DNS | NED 10 | GBR 7 | AUT 8   | RSM 7   | ARA 9  | JPN Ret | THA 12  | AUS 1   | MAL 5 | VAL 1   |     | 7.   | 173  |
| 2023 | MotoGP | Honda       | POR 10  | ARG 9   | AME 12  | SPA Ret | FRA Ret | ITA DNS | GER     | NED     | GBR     | AUT     | CAT    | RSM   | IND     | JPN WD  | INA 9  | AUS DNS | THA     | MAL     | QAT   | VAL Ret |     | 19.  | 54   |
| 2024 | MotoGP | Yamaha      | QAT 16  | POR 13  | AME     | SPA     | FRA     | CAT     | ITA     | KAZ     | NED     | GER     | GBR    | AUT   | CAT     | RSM     | IND    | INA     | JPN     | AUS     | THA   | MAL     | VAL | 18.  | 3    |